# George Berkeley
George Berkeley (12. ožujka 1685. – 14. siječnja 1753.),  je bio irski biskup i idealistički filozof čiji je glavni filozofski rad bio promoviranje subjektivnog idealizma, koji se najbolje može izraziti kroz Barkeley fundamentalno načelo: "Postojati znači biti opažen" (Esse est percipi). George Berkeley je pripadao empiristima sedamnaestog stoljeća. Barkeley je smatrao da se iskustvo ne zasniva na opažanju materijalnih stvari, jer je materija samo riječ, ime. Po Barkeleyu postoji samo naš duh i njegove ideje (to je krajnji oblik subjektivnog idealizma - Solipsizam). 
Empirističko gledište doveo je do subjektivnog idealizma. Predmeti su naše spoznaje ideje, a idejama naziva sve naše doživljaje (osjetne doživljaje, doživljaje dobivene promatranjem radnji duha i doživljaje stvorene pamćenjem i maštom).
Skup povezanih osjeta čini određenu stvar, npr. jabuku, knjigu, kamen. 
Stvari su samo kompleksi osjeta, pa postoje samo ako su opažene. Ta Berkeleyeva pretpostavka presudna je za čitavu njegovu ontologiju i ostaje nedokazana.
Pored ideja postoji i duh koji ih doživljava. Ideje, pa ni one utisnute u osjetila, ne postoje izvan duha koji ih doživljava. Za osjetne stvari postojati ne znači drugo nego biti opažen (biti = biti percipiran).
Proturječno je zamišljati da postoji tjelesna ne osjetna supstancija u kojoj postoje ideje protežnosti oblika i kretanja, jer te ideje postoje samo u duhu. Berkeley odbacuje uopće mogućnost stvaranja apstraktnih ideja ili pojmova o stvarima, odnosno mogućnost odvajanja u mislima onog što odvojeno uopće ne može postojati.
Lockeovo razlikovanje prvotnih i drugotnih kvaliteta prevladava Berkeley kao nedosljedno i utvrđuje da su te kvalitete čvrsto međusobno povezane, pa subjektivnost drugotnih uzrokuje subjektivnost prvotnih. I primarne kvalitete kao i sekundarne samo su u duhu.
Početno gledište Berkeleyjeva subjektivnoga idealizma - postoji samo duh koji opaža i kompleksi ideja (osjeta) koje on doživljava, nema materije, sve stvari postoje samo u duhu - vodi k solipsizmu; gledištu po kojem postoji samo Ja sa svojim doživljajima i ništa više.
Berkeley međutim izbjegava zaključak solipsizma, i to tako što je našao da je Bog izvor osjeta.
Osjeti se od drugih ideja razlikuju time što manje ovise o našoj volji, jači su, življi, razgovjetniji i trajniji. Njihov izvor mora biti Bog, koji ih stvara po pravilima što ih zovemo zakonima prirode.
Bog je tako garancija postojanja osjetnih stvari.

## Relevantni članci
- Filozofija
- Novovjekovna filozofija

## Vanjske poveznice
- Rasprava o principima ljudskog znanja
- Lista tiskanih djela koje je napisao Barkeley ili koje su pisali o njemu, i linkovi  Arhivirana inačica izvorne stranice od 13. svibnja 2021. (Wayback Machine)
- Stranica o biskupu/filozofu Barkeleyu na internet filozofskoj enciklopediji  Arhivirana inačica izvorne stranice od 14. lipnja 2010. (Wayback Machine)
- Originalni tekst Georgea Berkeleyja i rasprave
- Berkeleyjeva biografija iz arhive MacTutor History of Mathematicsa na Univerzitetu St. Andrews
- Lista Berkeleyjevih djela na Projektu Gutenberg
- Neka djela o Berkeleyju